# スーパーボンバーマン2
『スーパーボンバーマン2』は、1994年（平成6年）4月28日に日本のハドソンから発売されたスーパーファミコン用パズルアクション。
『ボンバーマンシリーズ』第9作目、そしてスーパーファミコン用ソフト第2作目。主人公のボンバーマンを操作し、「凶悪ボンバー5人衆」を倒して地球の平和を守る事を目的としている。後のシリーズ作品にも多く登場する「凶悪ボンバー5人衆」が初登場した作品である他、バトルゲームに「ゴールデンボンバー」や「サドンデス」など後のシリーズにも引き継がれる要素が多く追加された。
開発はプロデュース! が行い、ゲーム・プランナーは前作を手掛けた平井隆之、プログラムはゲームプラン21のスーパーファミコン用ソフト『エルナード』（1993年）を手掛けた鈴木俊之、音楽はゲームボーイ用ソフト『ボンバーボーイ』（1990年）やPCエンジンSUPER CD-ROM²用ソフト『天外魔境II 卍MARU』（1992年）を手掛けた福田裕彦が担当している。
本作には非売品の『スーパーボンバーマン2 キャラバン用体験版』が存在する。キャラバン主催のイベント大会で賞品としてもらえたもので、ソフト本体が金色のゴールドカートリッジでできており、ソフトのタイトルシールに「体験版」との記入がある。ゲーム内容は市販品と全く同じだが、ゲーム起動時のオープニング画面が始まる前に協賛スポンサー名の表示が出る点のみ異なっている。

## ゲーム内容

### ノーマルゲーム
ボンバーマンを操作し、数々のステージをクリアしていく。今度の戦いは、宇宙よりやって来た「凶悪ボンバー5人衆」との戦いである。全5ステージ構成・1ステージは7エリアに分かれていて、各ステージの最後（7エリア目）はボスとの対決→メカ戦となっている。「エリア内の全ての敵を倒し」、かつ「エリアに点在するカプセルを爆風で破壊する（一部ではカプセルがないエリアもある）」ことでゴールの扉が開かれる。ただし、この条件を満たす前にゴールの扉に爆風を当ててしまうと、そのエリアの敵がすべて復活してしまう。さらにステージ3以降ではカプセルが爆風を当てる度に点灯と消灯が切り替わるようになっているなど、パズル要素も含まれている。
本作では1人プレイ専用となっている。前作ではひとつのステージが1画面に収まっていたが、今回は各ステージ1番目、4番目のエリア（1-4、3-1等）を除いて画面がスクロールする。敵に触れる、トラップにかかる、時間切れ（ボス戦は時間無制限）などでボンバーマンストックが減り、さらに一部のアイテムの効果がなくなってしまう。ボンバーマンストックがなくなるとゲームオーバー。ボンバーマンストックはスコアが一定値になるか、ブロックを壊すと出てくる「チビボンバー」を取ると増やすことができる。
なお、ゲームスタート前にパスワードを入力することで、ステージ2以降からスタートすることも可能。（ただし、エリア1からのみ）パスワードによっては、なおかつあらかじめパワーグローブ・リモコンボム装備・爆弾設置数6・火力6の状態でスタートすることも出来る（パワーアップして再開するパスワードを使用した場合、ミスをすると通常通り爆弾設置数と火力以外は失われるが、コンティニュー時にはすべてのアイテムが復活する）。

### バトルゲーム
アイテムでパワーアップをしつつ、爆弾で他のボンバーマンを倒す対戦ゲーム。シングルマッチとタッグマッチの2種類から選べる。シングルマッチでは最大4人のボンバーマンでの個人戦、タッグマッチでは白ボンバーマンチーム（1P・2P）と黒ボンバーマンチーム（3P・4P）に分かれての対戦となる。シングルマッチでは裏技としてセレクトボタンで自分の操作するボンバーマンの色を自由に変更することができる。
シングルマッチで「G-BOMBER（ゴールデンボンバー）」の設定をONにすると、その回で優勝した者が次のバトル時に金色のボンバーマンになることができる（爆弾、爆風も金色）。さらに、ルーレットで決まったアイテムを1つ装備した状態で次のバトルをスタートできる。中にはハズレの下駄もある。
残り時間が38秒になると、警告音や「Hurry!」の表示とともに画面の左上から順次破壊できないブロック（プレッシャーブロック）が出現してフィールドが狭くなる（正確にはプレッシャーブロックが出現し始めるのは残り33秒から）。このブロックに押しつぶされたり、飛び乗って触れてしまったりすると倒されてしまう。
パスワード画面で「5656」と入力することによって、プレッシャーブロックが外周2列ではなく全て埋まるように出現するようになる「サドンデスモード」が有効になる。なお、このシステムは後のシリーズではパスワード不要で搭載されることになる。
本作のバトルゲームでは、操作するボンバーマンの色によって設置した爆弾やその爆風の色が異なる。

### ルール設定
COM LEVEL
コンピュータが操作するボンバーマンの強さを設定できる。1～9。
BATTLE
対戦を行って何回勝利した人が優勝になるかを設定できる。1～5。
TIME
一回の対戦の制限時間を設定できる。1:00/2:00/3:00/5:00/∞（無制限）。
G-BOMBER
シングルマッチの優勝者が、次の対戦開始時に金色に輝く「ゴールデンボンバー」に変身できる他、アイテムを装備した状態でスタートできる。アイテムの種類はルーレットの結果で決定する。ON/OFF。

### アイテム
各種ボムは併用できず、最後に取ったほうが優先される。
ボムアップ
同時に設置できる爆弾の数が1つ増える。最大9つまで設置可能。
ファイアーアップ
爆弾の火力が1段階上がる。最大10段階までアップ。バトルゲームでは初期値が1段階分高い。
フルファイアー
火力が最大になる（バトルゲームのみ）。
スピードアップ
ボンバーマンの移動スピードがアップ。最大5段階までアップ。今作品では1段階当たりのスピード上昇量が多く、また一定でない。
パワーグローブ
設置した爆弾の上でAボタンを押し続けることで持ち上げ、離すと投げることができる。投げた爆弾に当たるとアイテムをばら撒いてしまうが、持っている状態は相手の投げてきた爆弾を跳ね返すことが可能。また、ノーマルゲームでは敵に直接爆弾を投げて当てるとダメージを与えることができる。飛距離は標準で3マスだが、自分の前方2～5マスに敵がいる時は飛距離が変化し、敵を狙うようになる。
キック
設置した爆弾を蹴ることができる。Xボタンで停止させることも可能。
爆弾通過
設置したボムの上を通ることができる（ノーマルゲームのみ）。
壁通過
ソフトブロックの上を通ることができる。爆発に巻き込まれたソフトブロックの上に立った場合、通常の爆風ならダメージを受けないが貫通ボムの爆風だとダメージを受ける（ノーマルゲームのみ）。
貫通爆弾
爆風がソフトブロックを貫通する（ノーマルゲームのみ）。
ハート
とった分だけミスを回避することができる。ストック数に上限はない。ただしステージ3の水場やステージ4の島の外に落ちた場合は効果を発揮できない。バトルゲームではゴールデンボンバーのルーレットでのみ入手でき、1戦につき1回だけミスを回避できる。
リモコン
設置した爆弾をBボタンでいつでも爆破できる（ノーマルゲームのみ）。
パワーボム
最初に設置した爆弾のみ火力が最大になる。またキックで蹴って他のボンバーマンにぶつけると、アイテムをばらまかせることができる（バトルゲームのみ）。
ボヨヨンボム
爆弾がスライム状になり、ボムキックで蹴るとブロックや爆弾にぶつかったときに跳ね返り、持ち上げて投げると跳ね回る（バトルゲームのみ）。
ゲタ
スピードが大幅に遅くなる。スピードアップを取ると初期スピードに戻る（バトルゲーム：ゴールデンボンバーのルーレットのみ）。

### ドクロアイテム
ドクロはバトルゲームのみ登場し、これを取ると様々なステータス異常を起こす。他のボンバーマンに触れるか、アイテムを取ることで元に戻る。本作以降、爆風を当てても消滅せず弾き飛ぶようになった。キック等で爆弾をぶつけても潰れずに弾き飛ぶのは本作だけである。ただし、プレッシャーブロックに巻き込まれたら消滅する。
- 移動スピードが極端に速くなる
- 移動スピードが極端に遅くなる
- 爆弾が設置できなくなる
- ボンバーマンが透明になる
- 設置できる爆弾が1つになり、火力も最小になる
- 自動的に爆弾を設置してしまう（ただし、Aボタンを押しっぱなしにすれば回避できる）
- 移動スピードが極端に早くなり、自動的に爆弾を設置するようになってしまう（ただし、Aボタンを押しっぱなしにすれば回避できる）

### パスワード
ノーマルゲームでゲームオーバーになったときに表示されるパスワードを入力することで、各ステージの頭から初期状態でリスタートすることができる。
隠し要素にも使われており、特定のパスワードを入力することでほぼ最強状態（リモコンボム、パワーグローブ、火力6、爆弾6、スピード2）で各ステージの頭からゲームをスタートできる。

## 設定

### ストーリー
平和だった地球に再び危機が訪れた。平穏な日常を送るボンバーマン（白ボンバーマン）のもとに、突如「凶悪ボンバー5人衆」が現れたのである。彼らは宇宙征服を目論む異星人によって造られたサイボーグで、「試作1号機」であるボンバーマンを連れ戻しにきたのだと言う。その記憶を失っているボンバーマンは果敢に彼らに立ち向かったが囚われの身となり宇宙船に拉致されてしまった。
5人衆の基地地下牢で目覚めたボンバーマンは地球の平和と自らの運命のため、凶悪ボンバー5人衆と戦う。

### ステージ構成（ノーマルゲーム）
ステージ1（古城）
ボムを吸い寄せる磁石や、爆破範囲が広がるダイナマイトが設置されている。所々にある赤いポイント（火力ブースター）におかれたボムは火力が最大になる。
ステージ2（焼却炉）
焼却炉の前にボムをおくと吸い込まれ、以後一定間隔で導火線に火がつく（導火線上の爆弾は誘爆する）。またソフトブロックは時間が経つと復活する。
このステージ以降、床に通れない穴が開いていることがあり、可動式ブロックを爆風で動かして穴を埋める必要が出てくる。
ステージ3（遊園地）
トランポリンが登場する。また、水場（池）に落ちるとミス扱いになり残機が減る。このステージ以降、カプセルがON/OFF式になる。
ステージ4（工場）
敵はソフトブロックの中に隠れている。また、ボンバーマンを押し出そうとする鉄球はライン上を往復するだけだが破壊できない。このエリアの階段のみ爆風が届き、破壊されてしまうほか、島のエッジが無い部分から落ちるとミスになってしまう。
ステージ5（連絡通路）
照明スイッチ（爆風を当てるたびにON/OFF）や隠し地雷（1マス隣に立つと見え、爆風で破壊できる）など罠が多数ある。ソフトブロックは時間が経つと復活し、2回通ると床に穴が空く部分もある。

### バトルステージ
ステージ1（イツモノヤツ）
特に仕掛けのないオーソドックスなステージ。
ステージ2（ツルツルトンネル）
床が氷で滑りやすくなっており、ソフトブロックは1個だけなら押して動かせる。6つあるワープホールは入るまで行き先が分からない。
ステージ3（オシクラマンジュウ）
上下にループする通路がある（爆弾の爆風はループしない）。ステージ名が示すとおり、ボンバーマン同士がすれ違う事は不可能。
ステージ4（オイルショック）
中央にオイルが流れる溝があり、爆弾の爆風が当たると溝全体が燃え上がる。
ステージ5（ヒミツノハナゾノ）
火力ブースターの上で爆発した爆弾は火力が最大となる。真下が見えなくなるパネルが数箇所にあるが、時々庇が開いて見えるようになる。
ステージ6（イタチョコワープ）
赤と青のワープゾーンが2つ1組となっており、ボンバーマンや爆弾を瞬時にワープさせる。
ステージ7（ビーワンサーキット）
速度標識を踏むと数字に応じて移動速度が変化する。警告標識を踏むと動けなくなる。ソフトブロック（爆破しても再生する）は中央に1つだけ設置されていて、ステージ中央でアイテム争奪戦が展開される。
ステージ8（ベルトコンベアII）
中央をぐるりとベルトコンベアが囲んでおり、2種類のスイッチによって方向転換とスピード調節が出来る。
ステージ9（マガッテボン）
ボムキックで蹴り飛ばした爆弾が矢印を通過すると、その方向に爆弾が曲がる。
ステージ10（マタンゴジャンプ）
このステージに限り、Yボタンでジャンプが可能になる（ただしある事をすると、ステージ2,3を除いたどのステージでもジャンプできるようになる）。ハードブロックやソフトブロック（爆破しても再生する）の上をジャンプしながら移動できる。ステージの外に飛び出すと反対側から出てくる。ただしプレッシャーブロックに飛び乗るとミスになる。
ステージ11（ギンギンデスマッチ）
スーパージョイカードを使用することで使用可能となる2つの隠しステージのうちの1つ。
ソフトブロックが一切なく、全員がフルパワーアップ状態（キック、パワーグローブ、火力7、爆弾6、スピード2）でスタート。ステージ外周のロープに接触すると反動で突進する（突進中は無敵だが制御不能）。アイテムは開始時に中央に設置されるドクロ1つだけである。床の模様は始めはひし形だが、爆弾を設置するか爆風が吹いた場所は模様が崩れる。
ステージ12（ボヨヨンジャンプII）
スーパージョイカードを使用することで使用可能となる2つの隠しステージのうちの1つ。
数箇所に設置されたトランポリンで障害物や爆風を飛び越えられる。また触れるとミスになるブロック（地雷）が数個設置されているが、爆風で破壊可能。

## 敵キャラクター
※は5で再登場している敵キャラ。パワーグローブで敵にダメージを与える（あるいは倒す）事も出来る。ステージボスのマシンはいずれも爆弾をかき消す能力がある。

### ステージ1（城）
パフパフ
HP1 鳥のような顔の敵。特に特徴はない。
Mr.モアイ※
HP2 モアイのような敵。壁にぶつかると方向を変える。
マグネヘル※
HP1 3マス以内に近寄るとボンバーマンを吸い寄せる。
バクダII世
HP1 時々爆弾に変身し、4マス分の火力で爆発する。
マグネットボンバー（中ボス）
HP3 スピードが速く、火力5の爆弾は同じ列にボンバーマンが立つと吸い付こうとする。確率はかなり低いが、たまにブロックを通り抜ける。
アイアンジーグ（ステージボス）
HP11 左右移動しながら大きな両腕によるパンチ攻撃をする。スピードは遅い。

### ステージ2（焼却炉）
ラモース
HP1 サッカーシューズを履いた炎。特に特徴はない。
グロリン
HP1 4マス分だけ素早く突進する。
ファイバー※
HP1 時々1マス分だけ火を噴く。
ジッポー※
HP2 1度ダメージを受けると導火線に火が着き、スピードが大幅に上がる。
ゴーレムボンバー（中ボス）
HP3 スピードは遅いが、爆弾の火力は最大の9で、パワーグローブを使いボンバーマンに直接爆弾を投げる。
ブレストファイアー（ステージボス）
HP10 時々火力9の爆発を起こす火炎弾を数発発射する。ただし爆風は普通である。

### ステージ3（遊園地）
ガーディー
HP- ステージに配置されているHPスイッチを全て爆破しないと倒せない。
ポヨ
HP1 黄色いスライムのような敵。基本的に特徴はないが、乗り物に乗っていることがある。
ポヨモグラー
HP2 時々地面に潜る。倒すとそのステージのみ乗り物として活用できる。
ポヨ戦車
HP2 砲弾を発射する。倒すとそのステージのみ乗り物として活用できる。
ペタン※
HP1 ペンギン。同じ列に立つと突進してくる。
ネムネム※
HP2 黄色いボールのような敵。時々動きを止めて眠る。
フータ
HP1 薄い透明な体でブロック通過能力を持つ。
プリティボンバー（中ボス）
HP3 スピードはやや遅い。火力は4とそれなりだが、爆弾自体が不規則に動く。
マスクチェンジ（ステージボス）
HP11 太陽の形をしたマシンで、スピードは遅く、左目のウィンクによる攻撃をする以外に特徴は無い。しかしこの時出てくる右目のウィンクのハート（アイテムでは無い）を破壊してしまうと顔が変わり、スピードがどんどん速くなる。倒しても、ステージクリアのファンファーレがない。

### ステージ4（工場）
パクパジャンプ
HP1 爆弾をサーチして近づき、食べてしまう。ステージ5でも登場する。
ブロッカー
HP1 赤い円盤のような敵。ソフトブロックを作り出す。
ロボダッシュ※
HP2 1度ダメージを受けるとスピードが大幅に上がる。
バクダレッドII世
HP1 時々爆弾に変身し、4マス分の火力で爆発する。爆風はソフトブロックを貫通する。
ブレインボンバー（中ボス）
HP3 スピードはやや速く、火力は最低の1だが、リモコンボムである。確率はかなり低いが、たまにブロックを通り抜ける。
ボンバーロボ（ステージボス）
HP9 やや速いスピードで動きながら巨大な爆弾を使う。爆風は『スーパーボンバーマン4』などに登場したデンジャラスボムに近い方形である。

### ステージ5（連絡通路）
ピカリン
HP2 明かりを点けるとスピードが遅くなり、明かりを消すとスピードが速くなる。
クラガリン
HP2 明かりを消すとスピードが遅くなり、明かりを点けるとスピードが速くなる。
ビビン※
HP2 時々全方向1マス分に電撃を放つ。
シツコイン
HP1 その名の通りボンバーマンをしつこく追跡するコイン。以後のシリーズ作品にも度々登場する。前作のキンカルに似ている。
プラズマボンバー（中ボス）
HP3 やや速いスピードで、火力6の爆弾をパワーグローブを使いボンバーマンに直接投げる。
スケルガード（ステージボス）
HP28 左右にゆっくり移動しながら、素早く突進したり、ドクロ敵を放出する。ドクロ敵は一定時間で消えるのを待つ以外に対処方法が無い。8回ダメージを与えるごとに腕がなくなる。
G.ガンズ（最終ボス）
HP6 速いスピードで不規則に移動し続けるだけだが、パワーグローブで直接爆弾を当てないとダメージを与える事が出来ない。

## スタッフ
- ゲーム・プランナー：平井隆之
- グラフィック・デザイナー：平井隆之、沼宮内純也、日下純
- プログラマー：清本哲郎、B.HANAWA、鈴木俊之
- サウンド・プロデューサー：笹川敏幸、三井啓介
- サウンド・ディレクター：中神紀之
- 音楽：福田裕彦
- サウンド・デザイナー：小原肇
- スペシャル・サンクス：小坂恭洋、桑原司、関口暁信、向井由美、三上由起子、みふじひでき、BIG MAMA
- ディレクター：KYON KYON
- スーパー・プロデューサー：RAOH SHIMADA

## 評価
ゲーム誌『ファミコン通信』の「クロスレビュー」では、6・7・6・7の合計26点（満40点）、『ファミリーコンピュータMagazine』の読者投票による「ゲーム通信簿」での評価は以下の通りとなっており、23.7点（満30点）となっている。
| 項目 | キャラクタ | 音楽 | お買得度 | 操作性 | 熱中度 | オリジナリティ | 総合 |
| 得点 | 4.2        | 3.6  | 4.0      | 4.0    | 4.2    | 3.7            | 23.7 |

## 移植版
| No. | タイトル                      | 発売日        | 対応機種                                         | 開発元 | 発売元   | メディア | 型式 | 備考                                                           | 出典  |
| --- | ----------------------------- | ------------- | ------------------------------------------------ | ------ | -------- | -------- | ---- | -------------------------------------------------------------- | ----- |
| 1   | ボンバーマンコレクションVOL.2 | 2004年4月15日 | Windows 98・Windows 2000・Windows Me・Windows XP | -      | ハドソン | -        | -    | 北米版「BOMBERMAN COLLECTION」と同一内容のため、海外版を収録。 | [ 6 ] |

## 備考
- 本作から1997年頃までに発売されたボンバーマンシリーズのTVCMは『ハドソンCMキャラバン』と称して全国ロケで行っていた。 CMの一部はボンバーマンランドで視聴する事が可能。

## 関連書籍
- スーパーボンバーマン2 ハドソン公式ガイドブック
  - 1993年、小学館、ISBN 4-09-102478-5
  - プロローグの漫画をうおりゃー大橋が、4コマ漫画をコロコロコミックで連載されていた『スーパーボンバーマン』の作者であるむさしのあつしが担当している。
- ボンバーマン爆裂大図鑑
  - 1996年、講談社（コミックボンボンスペシャル）、ISBN 4-06-103303-4
  - 『スーパーボンバーマン3』以降の作風での本作のボスの再デザインイラストが掲載されている。